# Свіана-Ростіані
Свіана-Ростіані (груз. სვიანა-როსტიანი) — село в Грузії.
За даними перепису населення 2014 року в селі проживає 2 осіб.